# Фторид триурана-калия
Фторид триурана-калия — неорганическое соединение,
двойной фторид калия и урана с формулой KU3F13,
кристаллы.

## Физические свойства
Фторид триурана-калия образует зеленые кристаллы
ромбической сингонии,
пространственная группа P mmb,
параметры ячейки a = 0,803 нм, b = 0,853 нм, c = 0,725 нм, Z = 2.